# Dasyurus spartacus
Dasyurus spartacus е вид бозайник от семейство Торбести мишки (Dasyuridae). Видът е почти застрашен от изчезване.